# Darlene Cates
Darlene Cates (Rita Darlene Guthrie; Borger, 13 de diciembre de 1947 – Forney, 26 de marzo de 2017) fue una actriz estadounidense, reconocida por su papel en la película de 1993 ¿A quién ama Gilbert Grape?. La actriz falleció mientras dormía el 26 de marzo de 2017, a la edad de 69 años.

## Filmografía

### Cine
| Año  | Título                      | Papel        | Notas     |
| ---- | --------------------------- | ------------ | --------- |
| 1993 | What's Eating Gilbert Grape | Bonnie Grape |           |
| 2014 | Mother                      | Madre        | Corto     |
| 2017 | Billboard                   | Penny        | Rol final |

### Televisión
| Año  | Título              | Papel          | Notas                    |
| ---- | ------------------- | -------------- | ------------------------ |
| 1994 | Picket Fences       | Sophie Wallace | "Squatter's Rights"      |
| 1996 | Touched by an Angel | Claudia Bell   | "Statute of Limitations" |
| 2001 | Wolf Girl           | Athena         | Telefilme                |